# Antonov An-30
O Antonov An-30 (Designação OTAN: Clank), é um desenvolvimento do An-24 projetado para Aerofotogrametria.

## Projeto
A primeira versão de aerolevantamento do Antonov An-24 foi projetado pela Beriev OKB e designado An-24FK. O "FK" significa fotokartograficheskiy (mapeamento por fotos). O protótipo foi então convertido a partir de um modelo de produção do An-24A na fábrica No. 49 da Beriev em 1966. O An-24FK fez seu primeiro voo em 21 de Agosto de 1967, com os testes de certificação sendo finalizados em 1970 e a certificação civil em 1974. Redesignado An-30, a produção foi iniciada em 1971 na Antonov. Um total de 123 An-30s foram fabricados entre 1971 e 1980 em Kiev em duas versões principais.

## Design

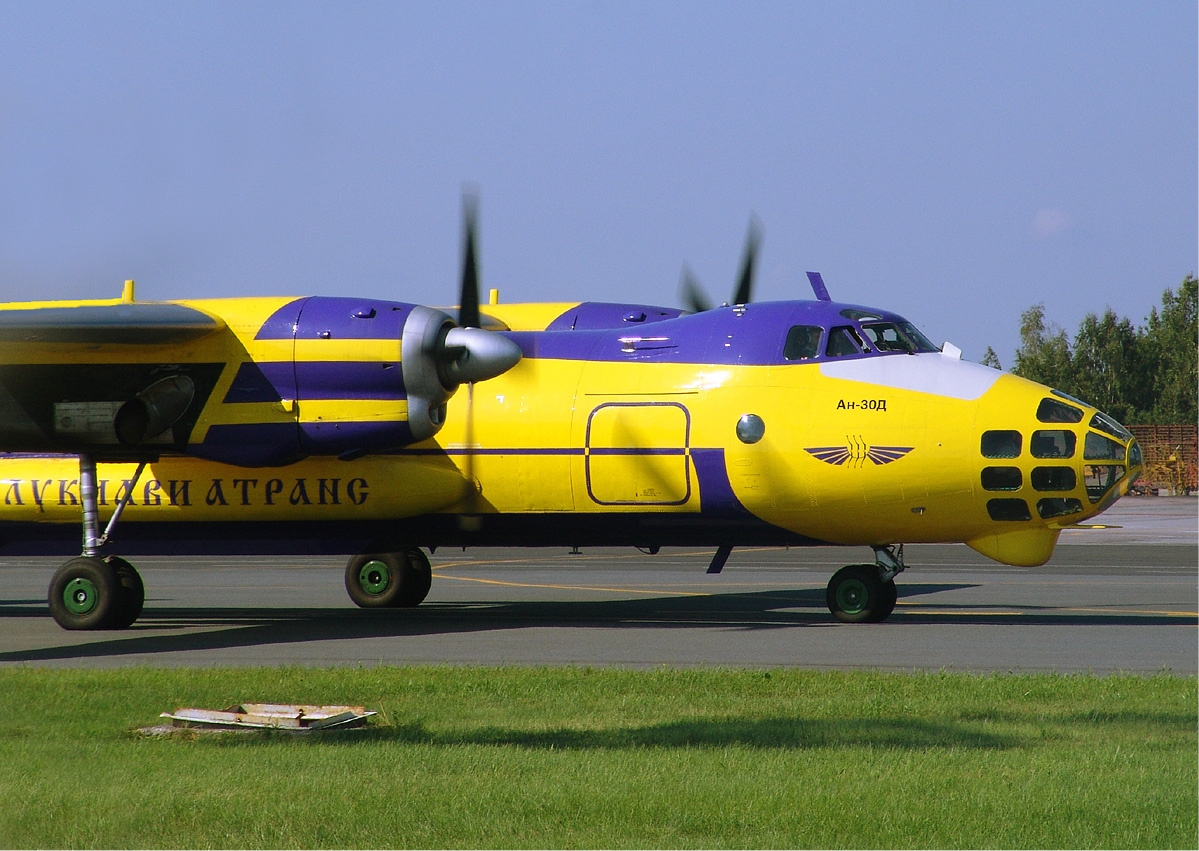
An-30A da Lukaviatrans

O Antonov An-30 é um derivado do An-24 equipado com uma fuselagem inteiramente nova à frente do 11º quadro. O nariz é bastante envidraçado, fazendo lembrar o Boeing B-29. Dentro da nova seção do nariz fica o navegador e equipamentos precisos de navegação, incluindo uma visão ótica para aumentar a acuracidade da fotografia aérea. A fim de permitir voos de aerolevantamento precisos e repetitivos o equipamento padrão do An-30 incluía um computador de controle de voo. Este equipamento adicional substituiu o radar. O posicionamento do novo equipamento de navegação exigiu que a cabine de comando fosse aumentada em 41 cm se comparado ao An-24, dando à aeronave outra característica única, uma corcova que continha a cabine de comando, similar ao Boeing 747.
O operador de rádio e engenheiro de voo sentavam na primeira cabine atrás e abaixo da cabine de comando. O equipamento para a missão ficava ainda mais atrás, em uma cabine contendo cinco janelas para câmeras no chão. Cada janela de câmera poderia ser fechada com tampas, protegendo os painéis de vidro. As tampas ficavam localizadas em capotas especiais salientes na parte de baixo da fuselagem. Na versão normal de aerofotogrametria, quatro ou cinco câmeras eram levadas a bordo. Três câmeras eram montadas verticalmente, para levantamento aéreo. As outras duas câmeras eram apontadas em um ângulo de 28º em cada lado da aeronave para fotografia oblíqua. O mesmo compartimento da fuselagem continha postos de trabalho para dois operadores de câmera e uma área para descanso da tripulação.
As câmeras da aeronave podem ser usadas entre 2.000 e 7.000 m e a escala das fotografias resultantes são entre 1:200,000 e 1:15,000,000.
O An-30 era motorizado por dois Ivchenko AI-24VT turboélice com uma potência de 2.820 ehp.

## Histórico Operacional
Assim como o seu papel principal como aeronave de pesquisa, também foi utilizada na Bulgária, República Tcheca, Romênia, Rússica e Ucrânia para serviço de vigilância no tratado de Céus Abertos.
O An-30 também foi usado como aeronave de monitoramento do tempo, conhecido como An-30M. Alguns foram equipados com tanques congelados de Dióxido de carbono para ser ejetado no céu a fim de formar nuvens de chuva artificiais. Estes An-30 também foram utilizados para evitar tempestades de granizo que danificavam plantas e manter um tempo bom para, por exemplo, voos de lançamento de uma aeronave nova, desfiles importantes como o dia 1º de Maio e o 850º aniversário de Moscou em Setembro de 1997.
Entre 1971 e 1980 um total de 115 aeronaves foram construídas e 23 foram vendidas para o Afeganistão, Bulgária, China, Cuba, República Tcheca, Mongólia e Vietnam.
Os An-30 mapearam completamente o Afeganistão em 1982, com uma aeronave sendo abatida durante um voo de levantamento aéreo na área de Kabul ao sul do vale de Panjshir em 11 de Março de 1985.
Em 22 de Abril de 2014, um An-30 ucraniano foi atingido por armas de pequeno porte durante um voo de vigilância sobre a cidade de Sloviansk, no leste da Ucrânia, o qual estava sendo sitiada por separatistas pró-Rússia. A aeronave pousou em segurança com danos leves. Em 6 de Junho de 2014, um An-30B ucraniano foi derrubado próximo à cidade de Slavyansk, também no leste da Ucrânia, por separatistas locais.

## Acidentes
Em 23 de Maio de 2012, no evento Russian Open Skies, um Antonov-30 pegou fogo durante um pouso de emergência em um aeroporto próximo a cidade Tcheca de Caslav. De acordo com relatos não confirmados, o acidente ocorreu devido à tripulação ter sido incapaz de estender o trem de pouso. Seis passageiros ficaram feridos, havendo 14 Russos e 9 Tchecos a bordo.

## Versões

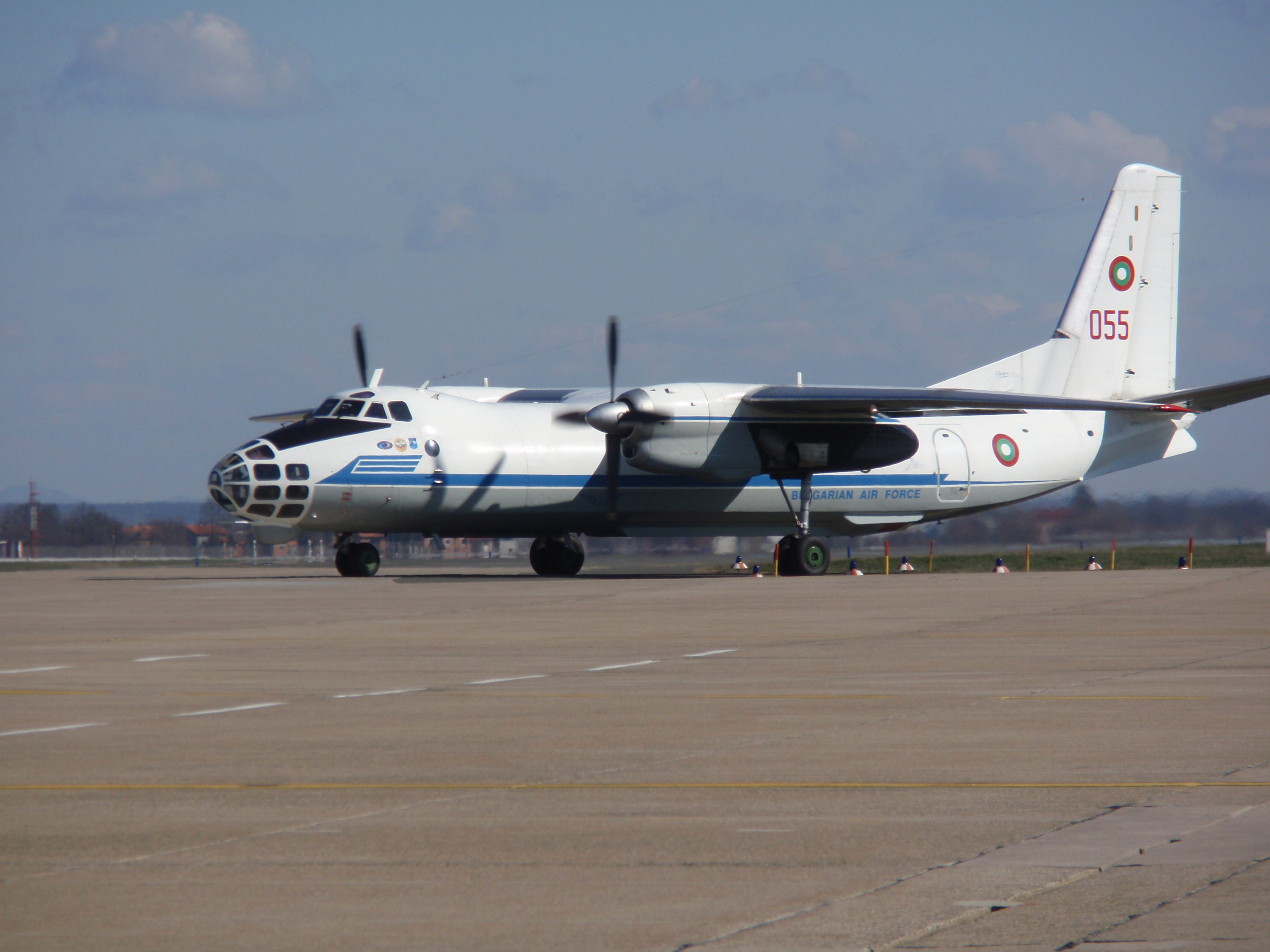
An-30 da Força Aérea da Bulgária

An-24FK
O único protótipo convertido de um An-24B com a estação do navegador em um nariz bastante envidraçado e cabine de comando elevada para permitir o posicionamento dos equipamentos requeridos.
An-30A
Versão para aviação civil. 65 aeronaves entregues ao Ministério Soviético de Aviação Civil e 6 para outras organizações civis soviéticas. 18 An-30A foram construídos para exportação, dos quais 7 entregues à China.
An-30B
Versão para uso da Força Aérea Soviética. 26 aeronaves construídas. As principais diferenças do An-30A eram os aviônicos. A maior parte dos An-30B eram re-equipados com flare/chaff.
An-30D Sibiryak
Versão de longo alcance do An-30A com capacidade maior de combustível, projetado em 1990. 5 aeronaves foram convertidas para o An-30D. Todas eram baseadas no aeródromo de Myachkovo próximo a Moscou. Esta versão foi usada para monitoramento de gelo, de pesca e como aeronave de transporte. Tinha equipamentos de comunicação melhorados, incluindo um sistema de data-link. Era também equipado com equipamentos de resgate.
An-30FG
Designação da República Tcheca para o único An-30 da Força Aérea da República Tcheca, após ser re-equipado com um radar meteorológico.
An-30M Meteozashchita
Versão equipada para pesquisas meteorológicas. Pode liberar gelo seco na atmosfera para tarefas de controle do tempo. O gelo seco é armazenado em 8 compartimentos de 130 kg ao invés do equipamento fotográfico.
An-30R
Um modelo de produção do An-30 CCCP-30055/RA-30055(c/n1101) convertido em uma aeronave de reconhecimento da NBC com compartimentos para amostras de ar sob a fuselagem dianteira e outros sensores para monitorar produtos nucleares, biológicos e químicos. Uma segunda aeronave, o 30080, foi adquirido pela VVS, diferindo em ter apenas um compartimento para amostra de ar. O An-30R RA-30055 foi utilizado para monitorar as emissões do fogo do Acidente nuclear de Chernobil e se tornou permanentemente radioativo no processo, sendo retirado de uso imediatamente em seguida.

## Operadores

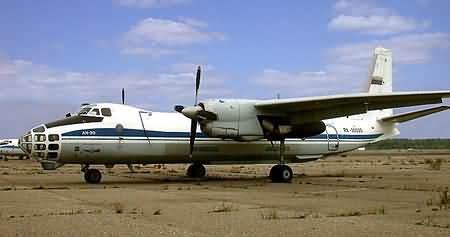
An-30

### Operadores Militares
Bulgária
- Força Aérea da Bulgária

 Roménia
- Força Aérea da Romênia – 3 aeronaves operadas desde 1976; atualmente 2[15]

 Rússia
- Força Aérea Russa

 Ucrânia
- Força Aérea da Ucrânia

### Operadores Militares anteriores
Afeganistão
- Força Aérea Afegã recebeu um An-30 em 1985.

 Cuba
- Força Aérea Cubana

 Chéquia
- Força Aérea Tcheca aposentou seus An-30 em 2003.

Predefinição:CZS
- Força Aérea Tchecoslovaca

 Mongólia
- Força Aérea da Mongólia

 China
- Força Aérea do Exército de Libertação Popular

 União Soviética
- Força Aérea Soviética

 Vietname
- Força Aérea do Vietnã

### Operadores Civis
Em Agosto de 2006 um total de 30 Antonov An-30 permaneceram em serviço de linha aérea:
 China
- Civil Aviation Administration of China opera uma aeronave.

 Mongólia
- MIAT Mongolian Airlines opera 1 aeronave.

 Rússia
- Moskovia Airlines opera 1 aeronave.
- Lukiaviatrans opera 5 aeronaves.
- Myachkovo Air Services opera 4 aeronaves.
- Novosibirsk Air Enterprise opera 3 aeronaves.
- Polet Airlines opera 3 aeronaves.
- Practical Geodinamics Center opera 3 aeronaves.

 Ucrânia
- ARP 410 Airlines opera 2 aeronaves.
- Ukraine National Airlines opera 6 aeronaves.

 Vietname
- Vietnam Air Service Company opera 1 aeronave.

 Sudão
um AN-30A-100 está operacional no Sudão

## Ligações Externas
- Fotos do An-30